# Vlag van Karlovac

Vlag van Karlovac (ratio 1:2)

De vlag van Karlovac bestaat uit twee horizontale banen van rood en goudgeel met het wapen, omringd door een gele rand, in het midden. De vlag werd aangenomen in 27 februari 1995. Het wapen is blauw met een gele zespuntige ster en een witte geharnaste arm met zwaard en een rode mantel met vier witte strepen. In de 17de eeuw was Karlovac een zogenaamd Militair Grensgebied (grenzend aan het Ottomaanse Rijk) met het zespuntige stervormige fort Karlovac als voornaamste verdedigingsmiddel. De witte strepen staan voor de rivieren de Kupa, de Korana, de Mrežnica en de Dobra. Die rivieren komen in deze provincie samen en gaan als Kupa door naar de Sava.